# NGC 6992
NGC 6992 is een deel van de supernovarest Sluiernevel in het sterrenbeeld Zwaan. Het hemelobject werd op 5 september 1784 ontdekt door de Duits-Britse astronoom William Herschel.

## Synoniemen
- CED 182B